# Geißhorn
De Geißhorn is een 2366 meter hoge berg in de deelstaten Beieren (Duitsland) en Vorarlberg (Oostenrijk).

## Geografie
De Geißhorn maakt deel uit van de Allgäuer Alpen. De berg ligt ten zuiden van Oberstdorf en Kleinwalsertal. Ten noorden van de berg bevindt zich de Liechelkopf. Ten oosten van de Geißhorn ligt de Wildengundkopf en ten zuiden de Haldenwanger Kopf.